# Macromitrium lingulatum
Macromitrium lingulatum är en bladmossart som beskrevs av Jules Cardot och Potier de la Varde 1923. Macromitrium lingulatum ingår i släktet Macromitrium och familjen Orthotrichaceae. Inga underarter finns listade i Catalogue of Life.